# Kościół św. Dyzmy w Barczewie
Kościół świętego Dyzmy w Barczewie – kościół znajdujący się na terenie Zakładu Karnego w Barczewie.
Świątynia została wzniesiona w stylu neogotyckim. Jej budowa została zakończona w 1872 roku. W 1944 roku w kościele znajdowała się niemiecka szwalnia mundurów wojskowych. Do 1945 roku świątynia była używana przez więźniów i straż więzienną. Budowla jest jednokondygnacyjna, nad wejściem umieszczona jest wieża. Obecnie kościół nie jest dostępny dla zwiedzających